# Inman (Kansas)
Inman – miasto w Stanach Zjednoczonych, w stanie Kansas, w hrabstwie McPherson.